# Vīganti (stacja kolejowa)
Vīganti (ros. Виганти) – stacja kolejowa w miejscowości Vīganti, na granicy gmin Dyneburg i Preiļi, na Łotwie. Leży na linii dawnej Kolei Warszawsko-Petersburskiej.